# بوتلوة أسلية الأوراق
بوتلوة أسلية الأوراق (الاسم العلمي:Bouteloua juncifolia) هي نوع من النباتات تتبع جنس البوتلوة من الفصيلة النجيلية.